# 広島護送死刑囚脱獄事件
広島護送死刑囚脱獄事件（ひろしまごそうしけいしゅうだつごくじけん）とは、1897年（明治30年）6月19日に発生した護送中の死刑囚が脱獄した事件である。

## 詳細
（以下は一世紀前の事件であり、すべて実名表記とする）

### 連続針金強盗殺人事件
1897年（明治30年）3月30日、兵庫県神戸市の裁判所で貝原喜勢冶、福永友三郎、湊蔵貞、明石章吉の4人組に死刑判決が宣告された。4人は1894年ごろから近畿や四国において「剣術家の針金強盗団」と呼ばれた凶悪犯で、手口は資産家の家に押し入っては家人を針金で絞殺し金品を奪うもので悪質極まりないものであった。また4人は大阪弁を話し、剣術についてはみな免許皆伝の腕前であったといわれている。特に首謀者の貝原はかつて大坂与力同心剣道指南役であったと伝えられている。
4人の剣術の腕前が発揮されたのが警察との格闘であった。大阪府の玉造では包囲した警官隊を殺傷し逃亡したほか、高松市でも同様に警官隊10数人を負傷させ逃亡した。1896年12月末には兵庫県の阪神沿線にある某資産家の別荘を襲撃し、中にいた請願巡査2名を絞殺し多額の現金を奪った。この事態に兵庫県警察部は警戒網を敷いており、4人組は須磨で船頭に変装した腕利きの警察官に発見・包囲され、抜刀しての乱闘の上逮捕された。なお、この時も多くの警察官が負傷し、貝原は警察官1人を殺害していた。

### 脱獄
4人組は死刑宣告後、6月に九州の三池炭鉱にあった三池集治監（刑務所）において死刑が執行される事になり、護送されることになった。4人の死刑囚は九州まで徒歩で移送されることになったが、剣術家であるため腕利きの警察官が交代しながらリレー方式で護送された。途中で4人の高松での事件の共犯として無期徒刑（無期懲役）が確定した高橋金作も一緒になっていた。
6月19日に5人は広島県佐伯郡廿日市町（現在の廿日市市）にある廿日市警察署に午後5時到着し留置場に宿泊することになった。次の日には山口県警察部に引き渡され、広島県警察部の担当が終わるはずであった。午後9時ごろに貝原と福永の2人が「寒いから」と布団の差し入れを要求した。看守の巡査はそれに応じ、小間使いに留置場に布団を差し入れさせた。ところが、これは留置場の扉を開けさせるための口実であり、2人は不意を付いて小間使いに布団を被せ、外に出て看守の鳩尾を殴打し気絶させ鍵と帯剣2本を奪い、他の房にいた湊と明石を外に出し、熱を出し寝込んでいた高橋金作を放置し、東の観音村方面に赤い囚人服を纏ったまま脱獄した。警察はただちに広島までの街道各所に警戒網を張った。

### 捕縛
6月21日午前1時ごろ、五海市（現在の広島市佐伯区五日市）市街を通行中との急報が五海市駐在所にもたらされた。同駐在所の巡査・壱岐盛丈が駆けつけたところ、付近の住宅で女性を切りつけて家内を物色中の貝原と福永の2人を発見した。2人は帯剣で襲い掛かってきたため、壱岐も仕込杖に装備された刀で応戦した。斬り合いになったため壱岐は両腕を切り付けられ重傷を負ったが、福永の首を斬り落とし、貝原もメッタ斬りにして打ち倒した。この一連の出来事に対し中国新聞明治30年6月26日の紙面は「壱岐巡査ほまれの太刀風」と表現し、療養中の壱岐のコメントを掲載し賞賛した。なお貝原は広島監獄に収監されたが、怪我が元で同年12月に死亡した。
残りの2人であるが、湊は壱岐の治療に駆けつけた住人に発見され警察官に逮捕されたが、明石はそのまま消息不明となり日本では珍しい死刑囚の脱獄が成功し、その後時効が成立したと思われる。

## 事件のその後
壱岐は警察官の職を辞した後、晩年には広島市議会議員を務め1930年に死去した。なお壱岐が使っていた仕込杖は広島県の警察官練習所（警察学校）で後進への教材として保存されていたが、1945年に原爆により焼失した。